# 汉巴里清真寺
汉巴里清真寺 （Jama'a al-Hanabila）是纳布卢斯一个主要的清真寺，位于老城中心 Jama'a Kabir 街，殉道广场以南，纳布卢斯大清真寺以西。

## 历史
汉巴里清真寺由纳布卢斯的汉巴里家族建于1526年至1527年之间，以他们的名字命名。建造过程中使用了一根古代石柱。据当地穆斯林传说，该清真寺的木盒保存了伊斯兰教先知穆罕默德的三根头发。每年斋月27日拿出木盒，给信徒们观看和求福。
汉巴里清真寺的叫拜楼重建于1913年。 1930年代，清真寺的阿訇 与叛军领袖Izz al-Din al-Qassam保持联系。汉巴里家族管理着清真寺的事务，直到今天。 1948年阿以战争后，约旦统治西岸期间，这是少数仍自行征收和分发天课清真寺之一。